# 孟庄镇 (枣庄市)
孟庄镇，是中华人民共和国山東省枣庄市市中区下辖的一个乡镇级行政单位。

## 行政区划
孟庄镇下辖以下地区：
尚岩村、焦庄村、孟庄村、张庄村、下道沟村、刘岭村、侯庄村、大郭庄村、上道沟村、峨山口村、崖头村、苗庄村、里筲村、黄山涧村和杜庄村。